# Macintosh IIvx

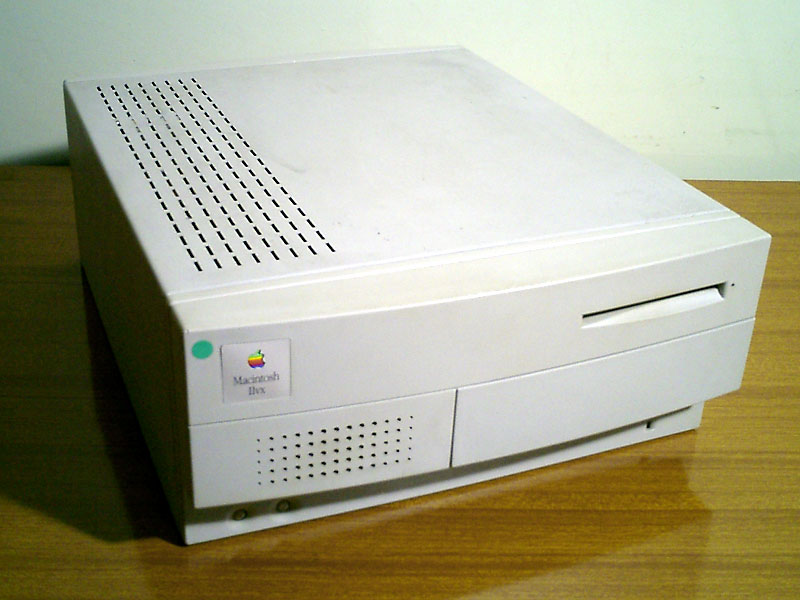
Macintosh IIvx

Macintosh IIvx ist der Name eines von Apple produzierten Computers. Er wurde am 19. Oktober 1992 zusammen mit dem Macintosh IIvi vorgestellt. Beide sind die letzten Mitglieder der Macintosh-II-Serie. Die Produktion des IIvx endete am 21. Oktober 1993.
Der Rechner basiert auf einem Motorola 68030 mit 32 MHz und der FPU Motorola 68882. Er ist mit 3 NuBus-Steckplätzen ausgestattet.